# Dactylolabis mokanica
Dactylolabis mokanica är en tvåvingeart som beskrevs av Alexander 1940. Dactylolabis mokanica ingår i släktet Dactylolabis och familjen småharkrankar. Inga underarter finns listade i Catalogue of Life.